# Sonda (plaats)
Sonda is een plaats in de Estlandse gemeente Lüganuse, provincie Ida-Virumaa. De plaats telt 384 inwoners (2021) en heeft de status van vlek (Estisch: alevik). Tot in 2017 was Sonda de hoofdplaats van de gemeente Sonda.
Tussen 1926 en 1972 was Sonda het beginpunt van de spoorlijn Sonda-Mustvee.

## Verkeer en vervoer
- Station Sonda